# Керим Керимов
Генерал-потпуковник Керим Алијевич Керимов (азер. Kərim Əli oğlu Kərimov; рус. Керим Алиевич Керимов) је био совјетски/руски аеронаутички инжењер азербејџанског порекла, и један од главних личности у ракетној науци. Један је од великана совјетске астронаутичке индустрије и дуго година је имао водећу улогу у совјетском космичком програму. Упркос улози коју је играо током свемирске трке са САД, његов идентитет скриван је од шире јавности током већег дела каријере. Имао је једну од водећих улога у низу совјетских успеха који су запањили свет крајем 1950-их – од лансирања првог вештачког сателита, Спутњика-1 1957. године, и првог лета у свемир са људском посадом, лета Јурија Гагрина у свемирском броду Восток-1 1961. године, до првог потпуно аутоматског спајања свемирских летелица у орбити, Космос 186 и Космос 188 1967. године и првих свемирских станица, из серије Саљут и Мир у периоду 1971–1991. година.

## Детињство и школовање
Керим Керимов рођен је 14. новембра 1917. године у Бакуу, Азербејџан (тада део Руске империје), у породици инжењера и технолога. Отац му се звао Әli Mәhәrrәm Nağı oğlu Kәrimov, а мајка Fernanda Lüsi qızları Naxçıvanski Kәrimova. Након дипломирања на Азербејџанском индустријском институту 1942. године, наставио је школовање у војној академији Фрунзе, где се посветио пројектовању и развоју ракетних система.

## Каснији живот
Као један од водећих стручњака из области ракетне технологије, Керимов је током Другог светског рата радио на испитивањима и увођењу у оперативну употребу познатих вишецевних лансера ракета Каћуша. За доприносе овом пројекту одликован је Орденом црвене звезде. Керимов је био укључен у равој астронаутике у Совјетском Савезу од самог почетка. По окончању Другог светског рата, Керимов је радио на пројектовању совјетских интерконтиненталних балистичких ракета (ИЦБМ), и до 1960. године постао је вођа Трећег директората, Главног директората за балистичке ракете Министарства одбране Совјетског Савеза, које је било задужено за спровођење тестова пројектила. Заједно са другим експертима из ракетне технологије и астронаутике, попут Валентина Глушка, послат је у Немачку 1946. године како би прикупио информације и сазнања о ракети V-2 коју су развили нацистички научници.
Године 1964. постављен је на чело новоформираног Централног директората свемирских снага, које је основано у склопу Министарства одбране Совјетског Савеза. Након смрти Сергеја Корољова 1966. године, Керимов је постављен за начелника Државне комисије за људске летове у свемир, на чијем челу остаје пуних 25 година (од 1966. до 1991. године). Надгледао је сваки корак развоја и стављања у употребу како летелица са људском посадом тако и међупланетарних роботизованих мисија Совјетског Савеза. Керимов је био и на челу Главног директората Министарства за машиноизградњу у периоду 1965–1974. година, јер је ово министарсво било у великој мери укључено у развој ракета-носача и другох свемирских летелица.

## Совјетска тајност
Као и у случају многих пионира астронаутике и ракетне науке у Совјетском Савезу, совјетске власти годинама нису обелоданиле идентитет Керима Керимова широј јавности. Приликом ТВ преноса лансирања ракета-носача, камере су увек биле уперене ка космонаутима, а не ка особама којима су космонаути рапортирали за дозволу пред полетање у свемир. Како је Керимов био „тајни генерал“, увек је био сакриван из кадра ТВ камера, а само се могао чути његов глас. Његово име остало је у тајности све до ере гласности у Совјетском Савезу, када је први пут поменут у новинском гласилу Правда 1987. године.

## Пензионисање и смрт
Керимов се пензионисао 1991. године. Након пензионисања био је консултант Главног контролног центра за свемирске летове руске Федералне космичке агенције. Написао је књигу Пут у свемир, која се бави историјом Совјетског космичког програма. Прималац је Ордена социјалистичког рада, Ордена Лењина, Стаљинове награде и Државне награде Совјетског Савеза, а током службе је имао чин Генерал-потпуковник у совјетској армији. Умро је у Москви, 29. марта 2003. године, у 85. години.